# Neonauclea kraboensis
Neonauclea kraboensis är en måreväxtart som beskrevs av Colin Ernest Ridsdale. Neonauclea kraboensis ingår i släktet Neonauclea och familjen måreväxter. Inga underarter finns listade i Catalogue of Life.